# Góra Strękowa
Góra Strękowa – wieś w Polsce położona w województwie podlaskim, w powiecie białostockim, w gminie Zawady.
W pobliżu zabudowań tej wsi znajduje się polodowcowe wzniesienie będące punktem widokowym na dolinę Narwi, na którego szczycie (126,9 m n.p.m.) zlokalizowane są ruiny umocnień, z których obroną odcinka Wizny dowodził kpt. Władysław Raginis.
Wierni kościoła rzymskokatolickiego należą do parafii Przemienienia Pańskiego w Zawadach Kościelnych.
Uwaga: Nie mylić z pobliską wsią Strękowa Góra, w tej samej gminie.

## Historia
W latach 1921–1939 wieś leżała w województwie białostockim, w powiecie łomżyńskim, w gminie Chlebiotki.
Według Powszechnego Spisu Ludności z 1921 roku wieś zamieszkiwało 46 osób w 7 budynkach mieszkalnych. Miejscowość należała do parafii rzymskokatolickiej w Zawadach. Podlegała pod Sąd Grodzki i Okręgowy w Łomży; właściwy urząd pocztowy mieścił się w m. Wiźnie.
W wyniku napaści ZSRR na Polskę we wrześniu 1939 miejscowość znalazła się pod okupacją sowiecką. Od czerwca 1941 roku pod okupacją niemiecką. Od 22 lipca 1941 r.  do wyzwolenia włączona w skład okręgu białostockiego III Rzeszy.
W latach 1975–1998 miejscowość administracyjnie należała do województwa łomżyńskiego.

## Galeria

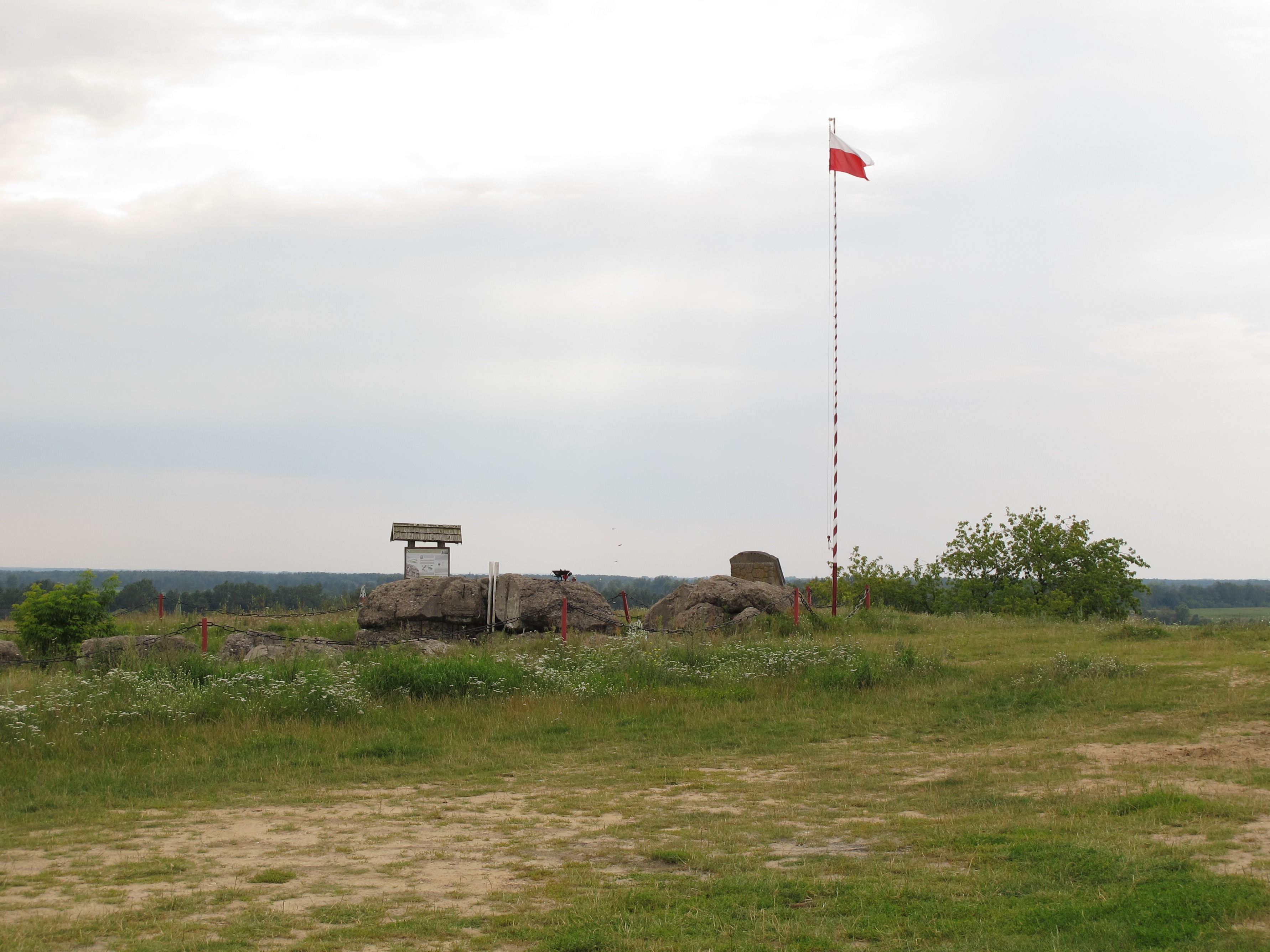
Ruiny schronu dowodzenia
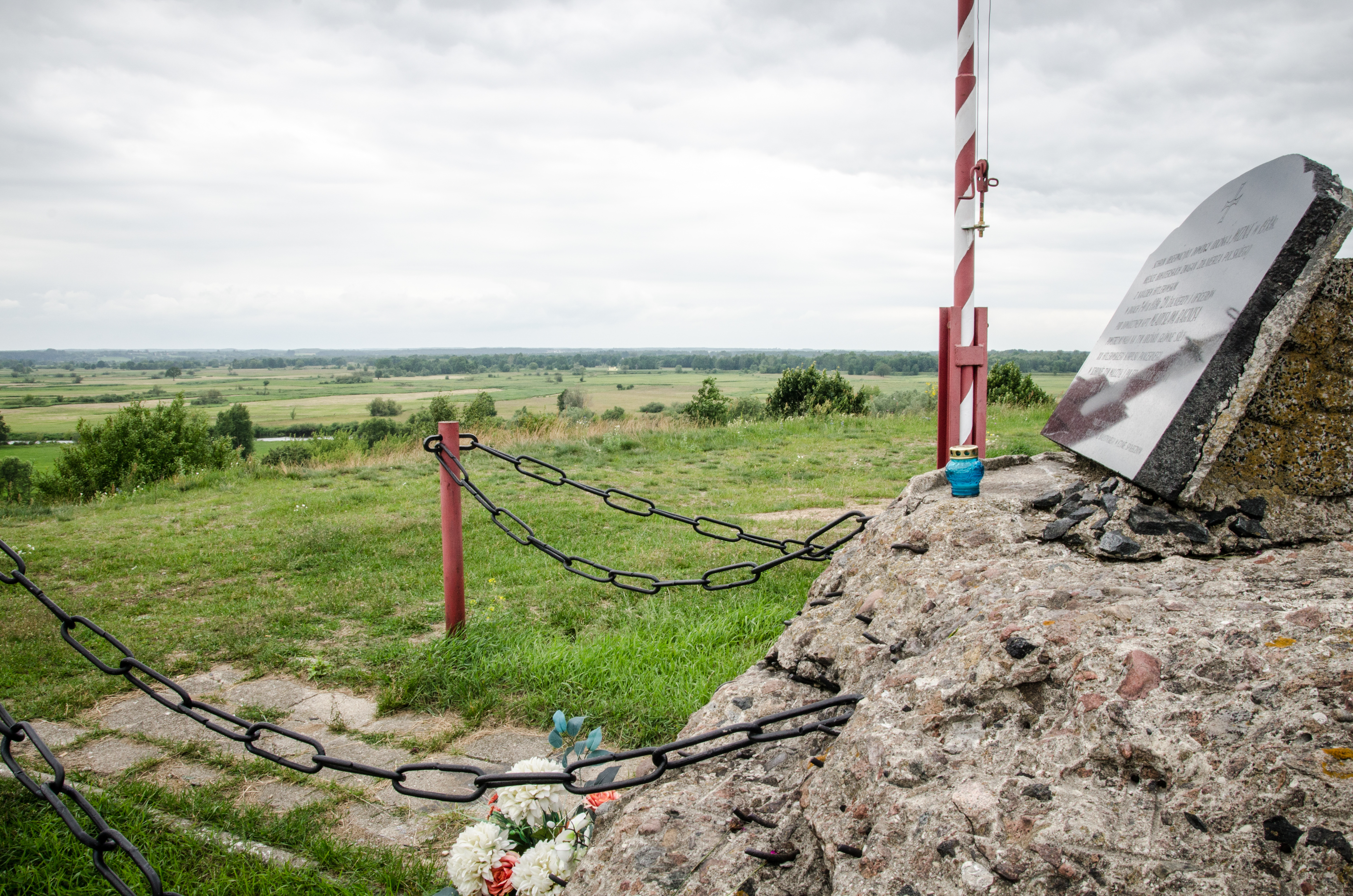
Tablica pamiątkowa
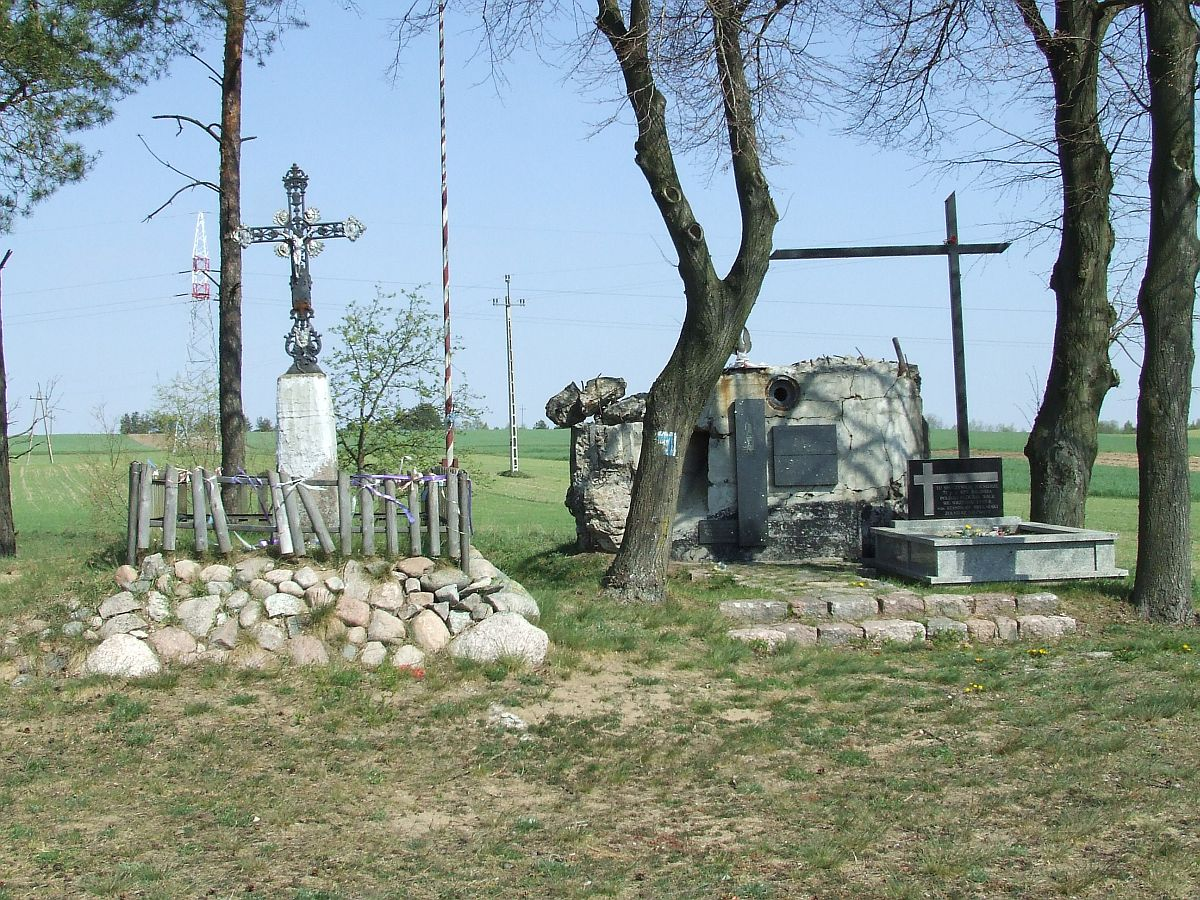
Pomnik bitwy pod Wizną
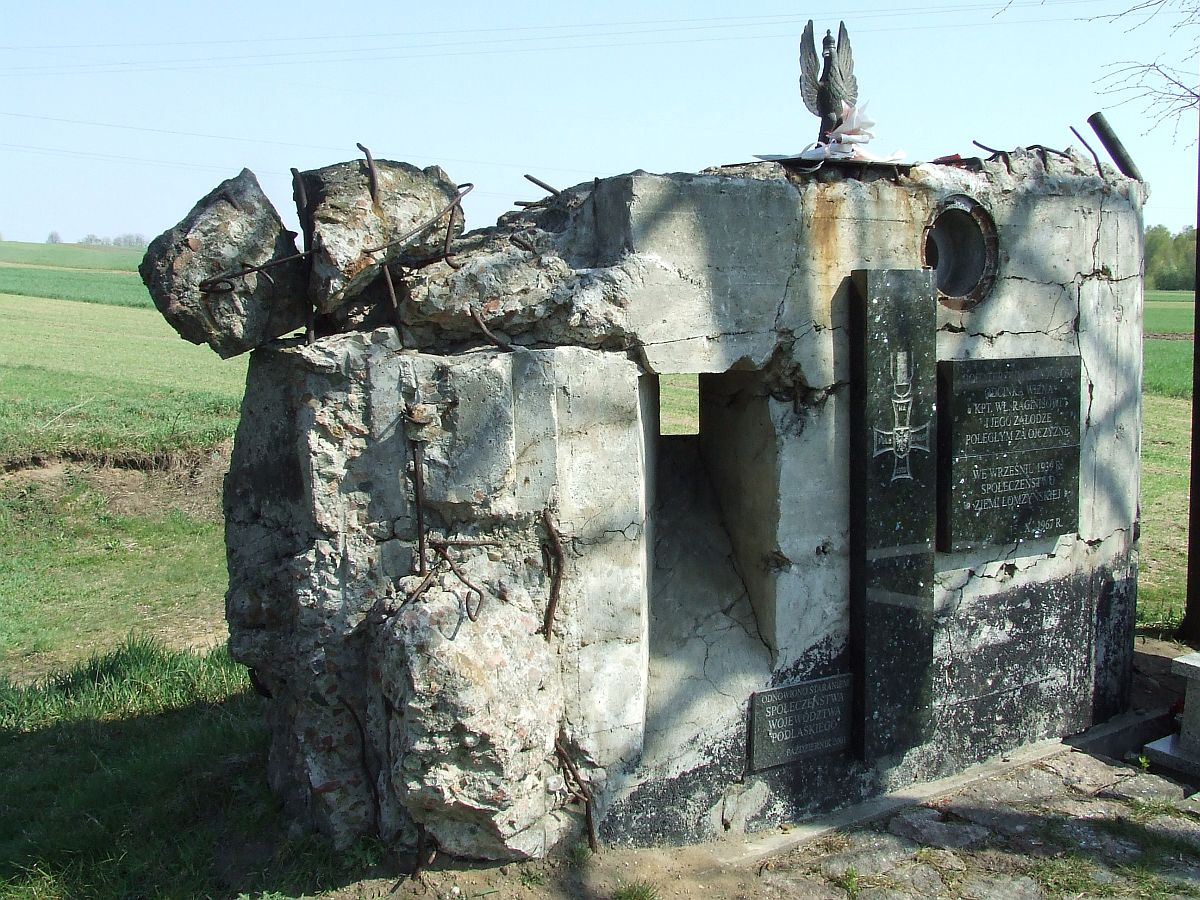
Pomnik bitwy pod Wizną
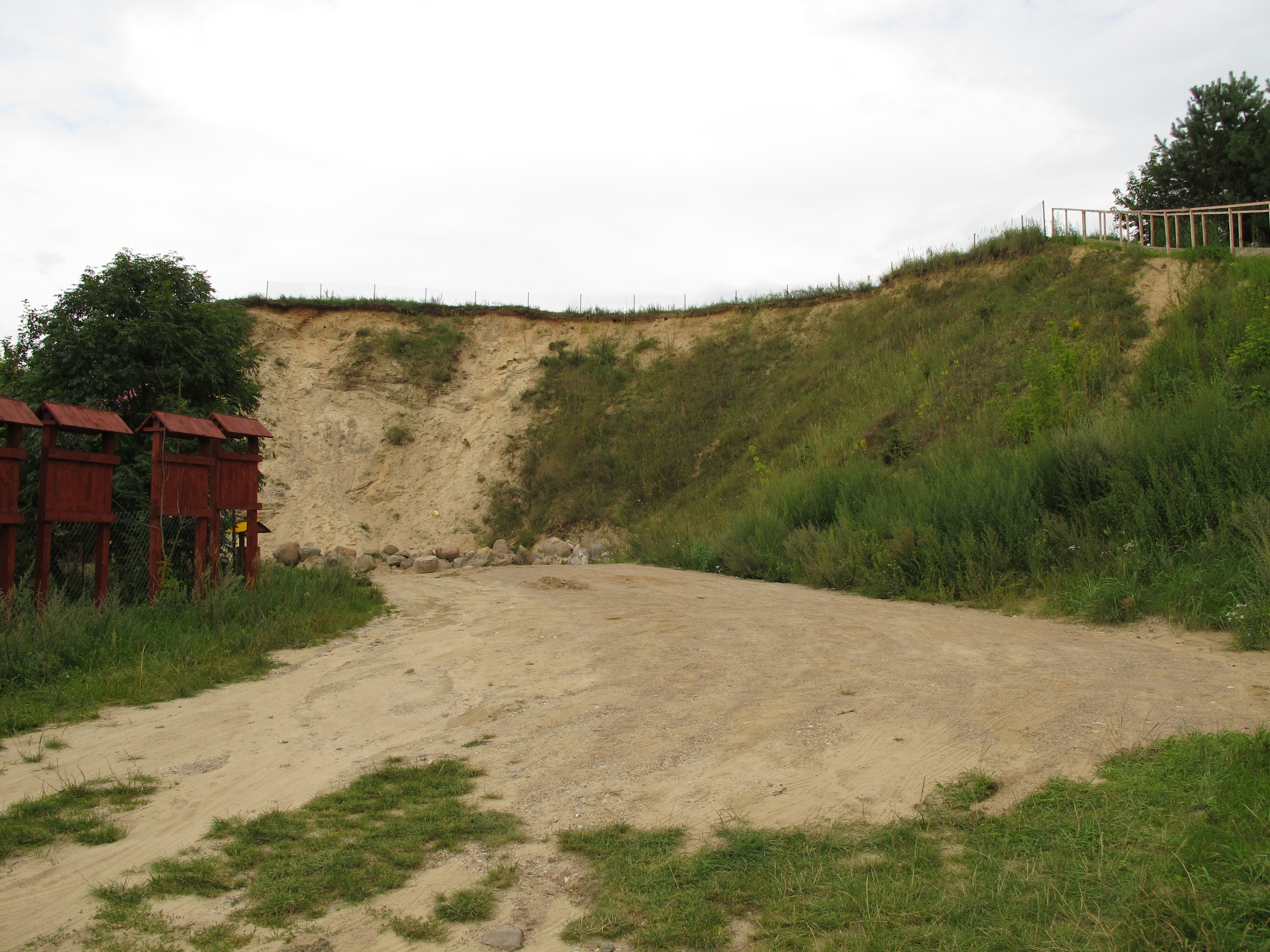
Zbocze wzgórza
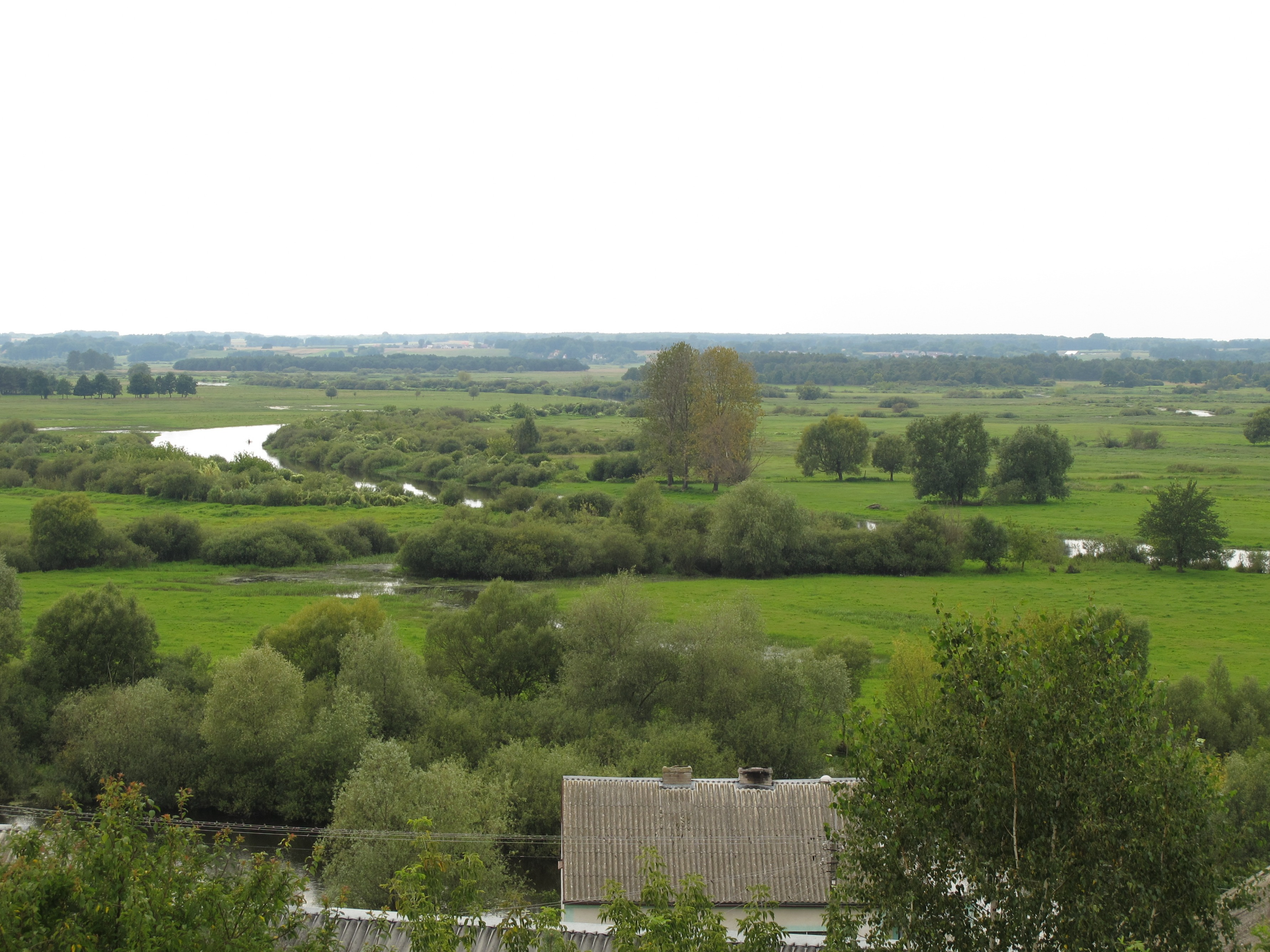
Widok ze wzniesienia na Narew
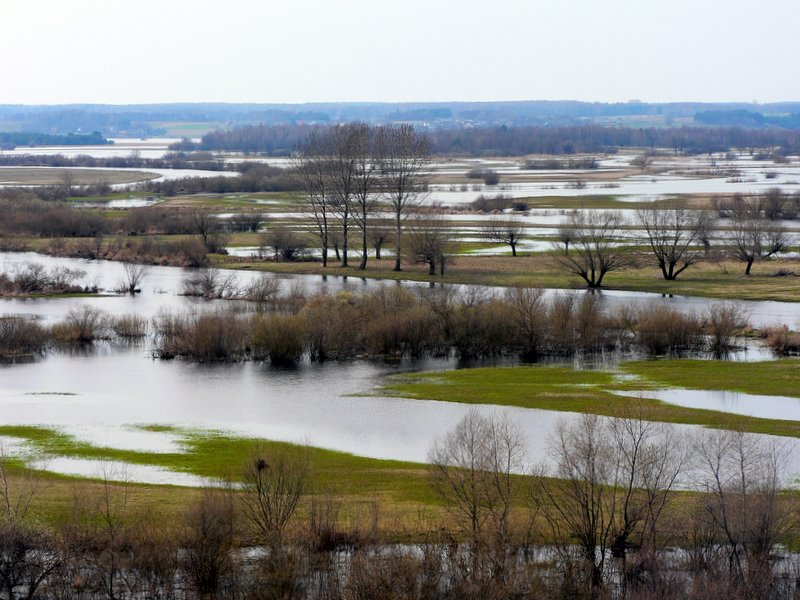
Narew wiosną w Strękowej Górze
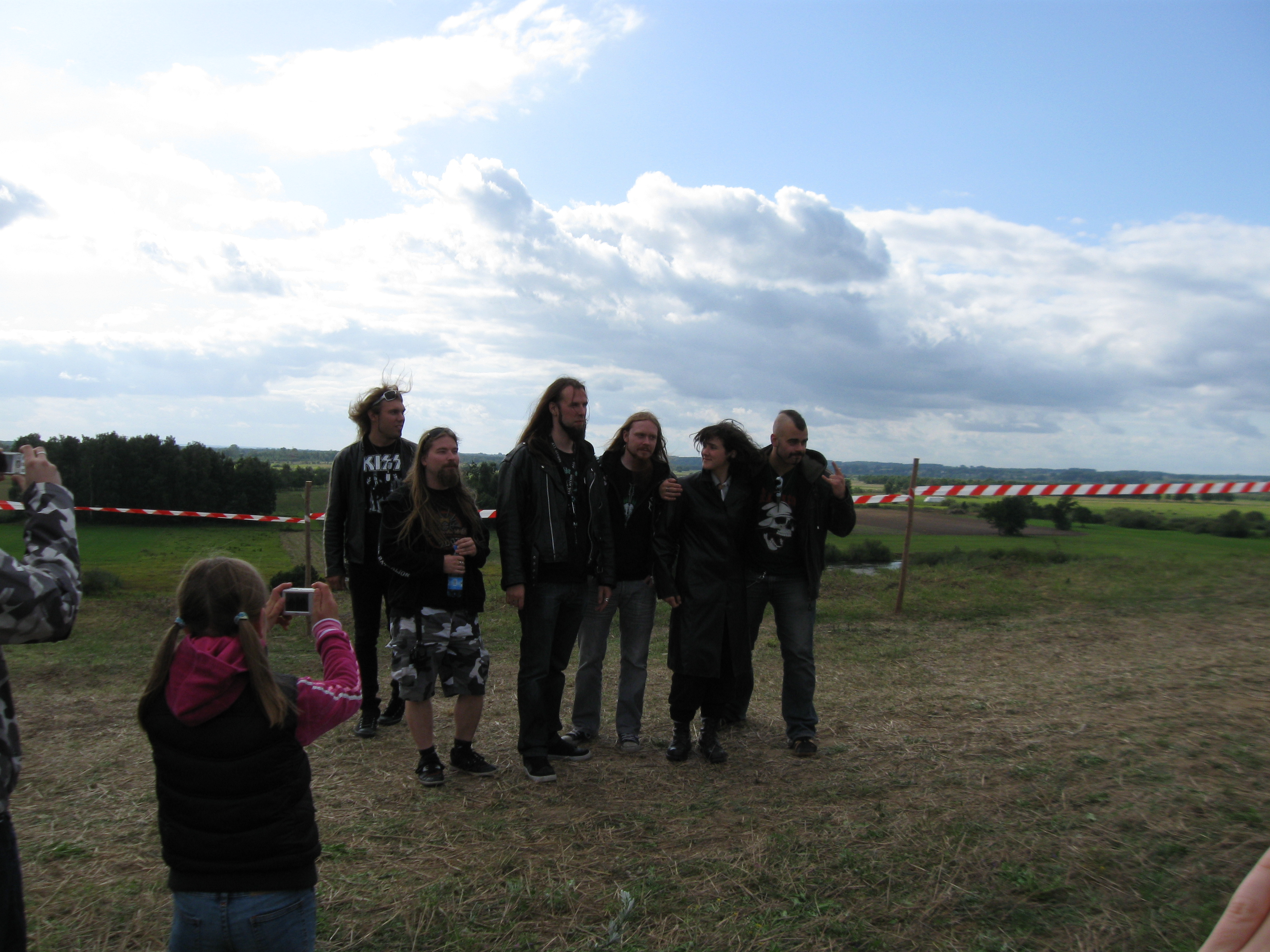
Członkowie zespołu Sabaton na Górze Strękowej, 2009 r.
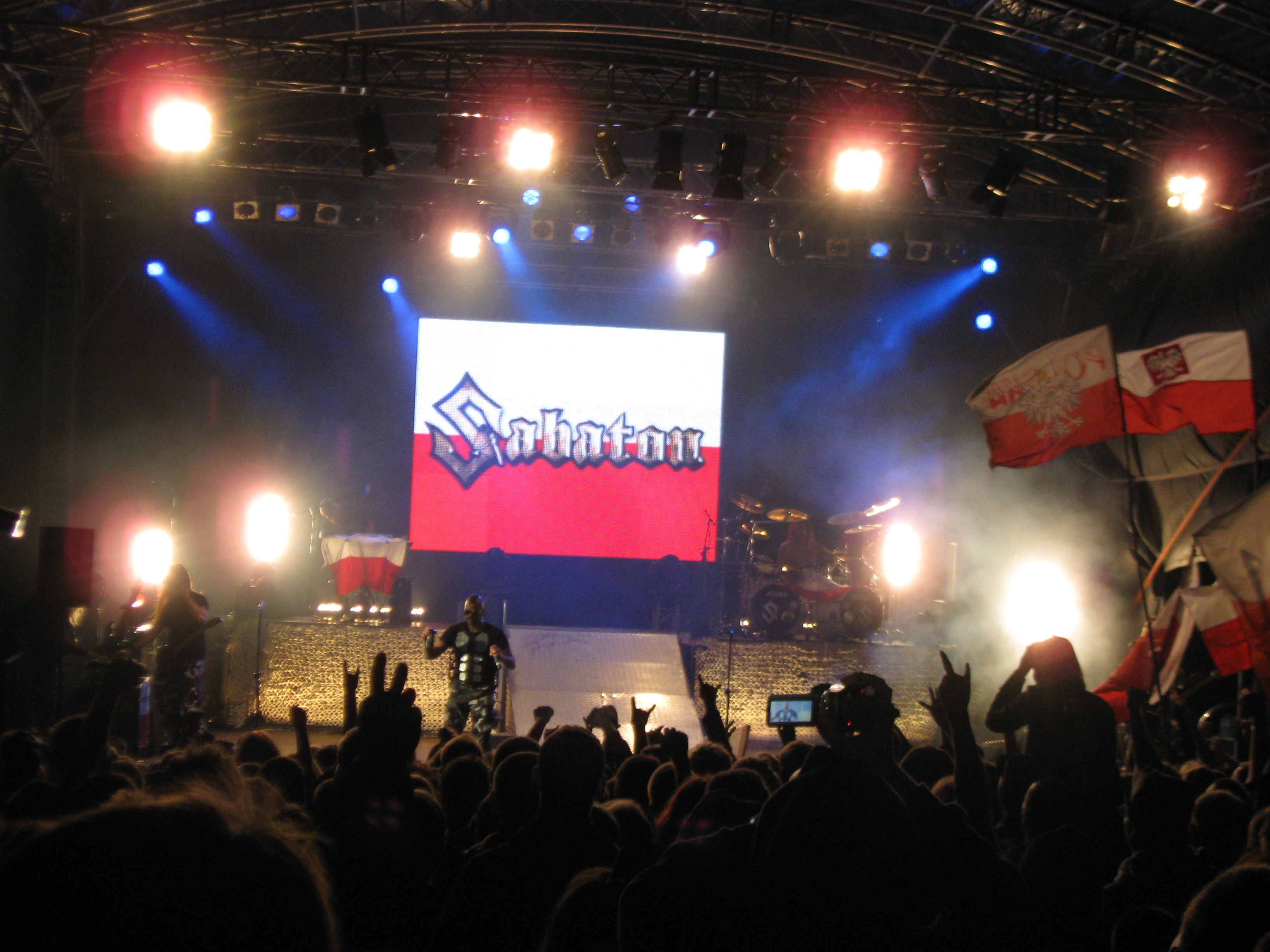
Koncert zespołu Sabaton na Górze Strękowej, 2009 r.